# 1528 Conrada
Az 1528 Conrada (ideiglenes jelöléssel 1940 CA) a Naprendszer kisbolygóövében található aszteroida. Karl Wilhelm Reinmuth fedezte fel 1940. február 10-én, Heidelbergben.